# گلوریا روحانی
گلوریا روحانی زاده شهرستان نی ریز فارس یکی از خوانندگان آوازهای محلی اهل ایران است.

## زندگینامه
گلوریا روحانی یکی از خوانندگان آوازهای محلی اهل ایران است. وی که زاده شهرستان نی ریز فارس است دربارهٔ ترانه‌های این منطقه گفته‌است: «ترانه‌های فارس قابلیت این را دارند که با ارکسترهای بزرگ اجرا شوند.»
وی مدتی با ارکستر رادیو اهواز همکاری داشت اما در همان آغاز کار، به رادیو تهران دعوت شد و تا آستانه انقلاب بیش از ۵۰ ترانه بومی را اجرا کرد که بیشترشان شیرازی و ساخته «بیژن سمندر» بودند. پس از انقلاب به کالیفرنیا مهاجرت کرد و در آنجا نیز چند مجموعه کار ارائه داد. از آهنگ‌های مشهور او می‌توان به «بره آهو»، «دختر شیراز» و «سبزه فیروزه» اشاره کرد. ترانه «دختر بختیاری» از نخستین ترانه‌های گلوریا روحانی است که بسیار کمیاب است و در اویل دههٔ ۱۳۵۰ بر روی صفحه گرامافون منتشر شد.

## زندگی پس از انقلاب
او پس از انقلاب به آمریکا مهاجرت و ساکن شهر لس آنجلس شد و چند آلبوم منتشر کرد که تعدادی از آهنگ‌های وی به نماهنگ تبدیل شد.